# Сан-Тірсо-де-Абрес
Сан-Тірсо-де-Абрес (ісп. San Tirso de Abres, галісійсько-астурійською San Tiso d'Abres) — муніципалітет в Іспанії, у складі автономної спільноти Астурія. Населення — 556 осіб (2009).
Муніципалітет розташований на відстані близько 440 км на північний захід від Мадрида, 110 км на захід від Ов'єдо.

## Демографія
Динаміка населення (INE ):

## Галерея зображень

Розташування муніципалітету